# Zoo de Prague
Le zoo de Prague est un parc zoologique tchèque situé dans le district de Troja, au nord de Prague, à côté du château de Troja. Il a été fondé en 1931 dans le but « d'avancer l'étude de la zoologie, de protéger la faune sauvage et d'éduquer le public ». Il occupe 58 hectares de terrain dont 50 hectares de présentation, et abrite environ 4 600 animaux, représentant environ 650 espèces. Le zoo de Prague a joué un rôle clé dans la sauvegarde du Cheval de Przewalski et pendant longtemps a été le principal éleveur de cette sous-espèce au monde.
Le zoo est classé septième meilleur zoo du monde par Forbes Travel Guide en 2007, et cinquième meilleur en 2015 par TripAdvisor.

## Histoire

### Débuts
La création d'un jardin zoologique à Prague est proposée pour la première fois le 11 février 1881 dans un article du comte Sweerts-Spork dans le Prager Tagblatt (cs) à l'occasion du mariage de l'archiduc Rodolphe d'Autriche avec la princesse Stéphanie de Belgique.
C'est avec l'indépendance de la Tchécoslovaquie que les choses avancent : en 1919, un comité consultatif pour les mathématiques et les sciences naturelles se réunit au sein du ministère de l'Éducation publique pour établir les travaux préliminaires à l'ouverture d'un jardin zoologique à Prague.
Le 28 septembre 1931, le zoo est inauguré par un après-midi d'automne ensoleillé, sur une superficie de 24 hectares.

### Événements marquants
En 1938, le premier condor des Andes éclot et est élevé en captivité.
En pleine Seconde Guerre mondiale, en 1942, nait le premier ourson polaire en captivité, une femelle prénommée Ilun.
En 1959, le Dr. Zdeněk Veselovský devient directeur du zoo. Sous sa direction, le zoo de Prague atteint un niveau international en termes d'élevage et d'études scientifiques.
En 1971, un nouveau pavillon a ouvert ses portes pour les grands mammifères, notamment les éléphants, les hippopotames et les rhinocéros, suivi d’un pavillon pour les grands félins en 1991.
La première insémination artificielle d'un cheval de Przewalski est couronnée de succès en 2001.
Les inondations européennes de 2002, qui ravagent la Tchéquie et l'est de l'Allemagne en août, affectent durement le zoo, qui perd de nombreux animaux, morts noyés. Une campagne de dons permet au zoo de se reconstruire rapidement.
En 2004, le pavillon animalier le plus grand et le plus cher du pays, appelé la « jungle indonésienne », a été ouvert, et le premier gorille de l'Ouest est né en République tchèque, nommé Moja. Cela a été suivi par le premier élevage de dragons de Komodo, en 2007. Le zoo de Prague abrite également le plus grand groupe de gavials du Gange en Europe.
Le zoo est à nouveau frappé par les inondations européennes de 2013, au début du mois de juin. Mieux préparé à ce type de catastrophe, la partie inondable est évacuée à temps et le zoo ne déplore cette fois que des pertes mineures parmi les animaux. Une fois encore, la solidarité et les dons sont sollicités pour permettre de réparer et surtout d'adapter plus encore les structures à ce type de catastrophe.
En 2019, le pavillon Rakos ouvre, présentant des perroquets rares et des oiseaux exotiques,.
En 2020, le cratère Darwin est inauguré, dédié à la faune de l'Australie et de Tasmanie (diables de Tasmanie, échidnés,...) et, à partir de mai 2023, un couple de wombats.

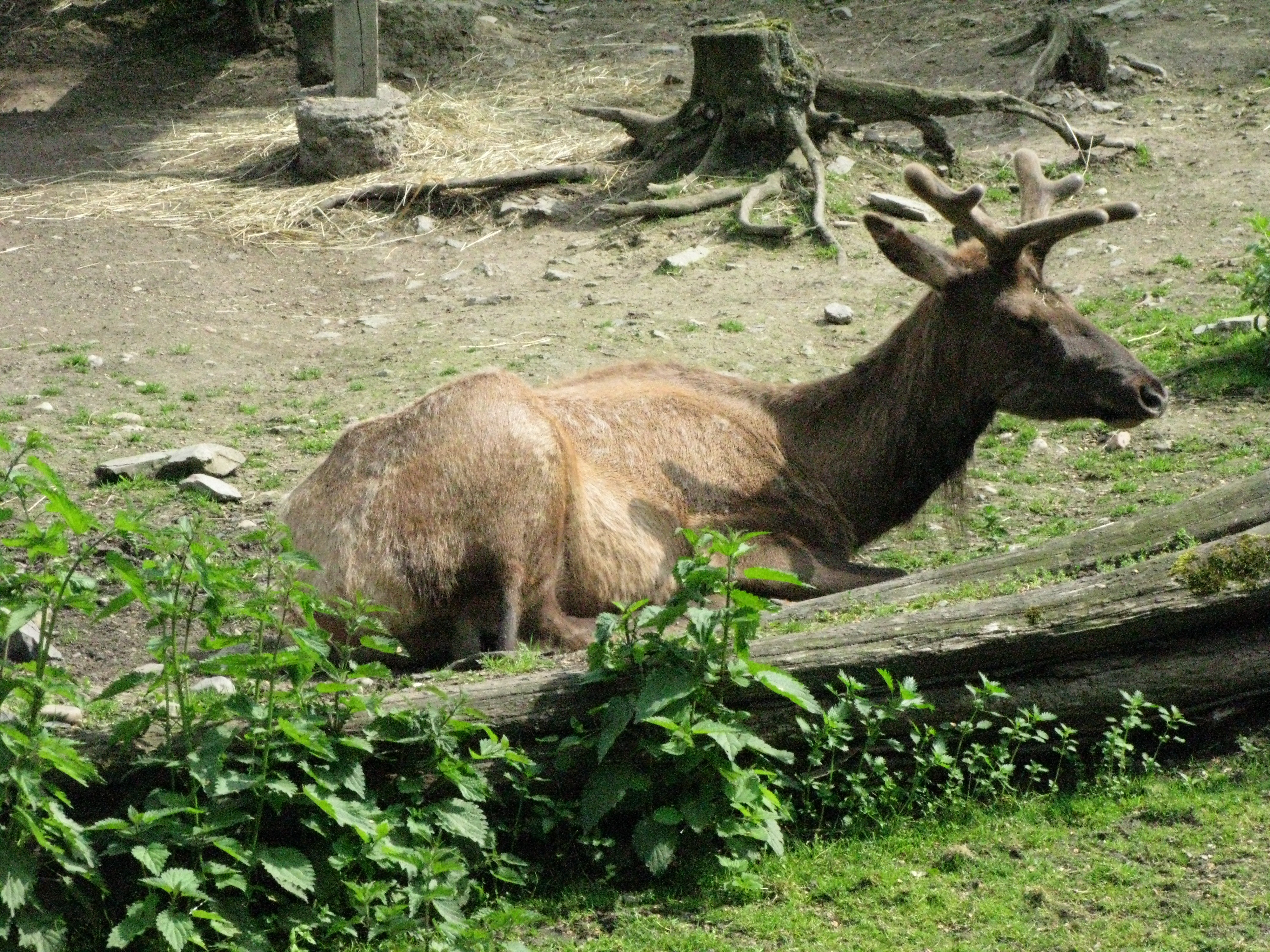
Wapiti.
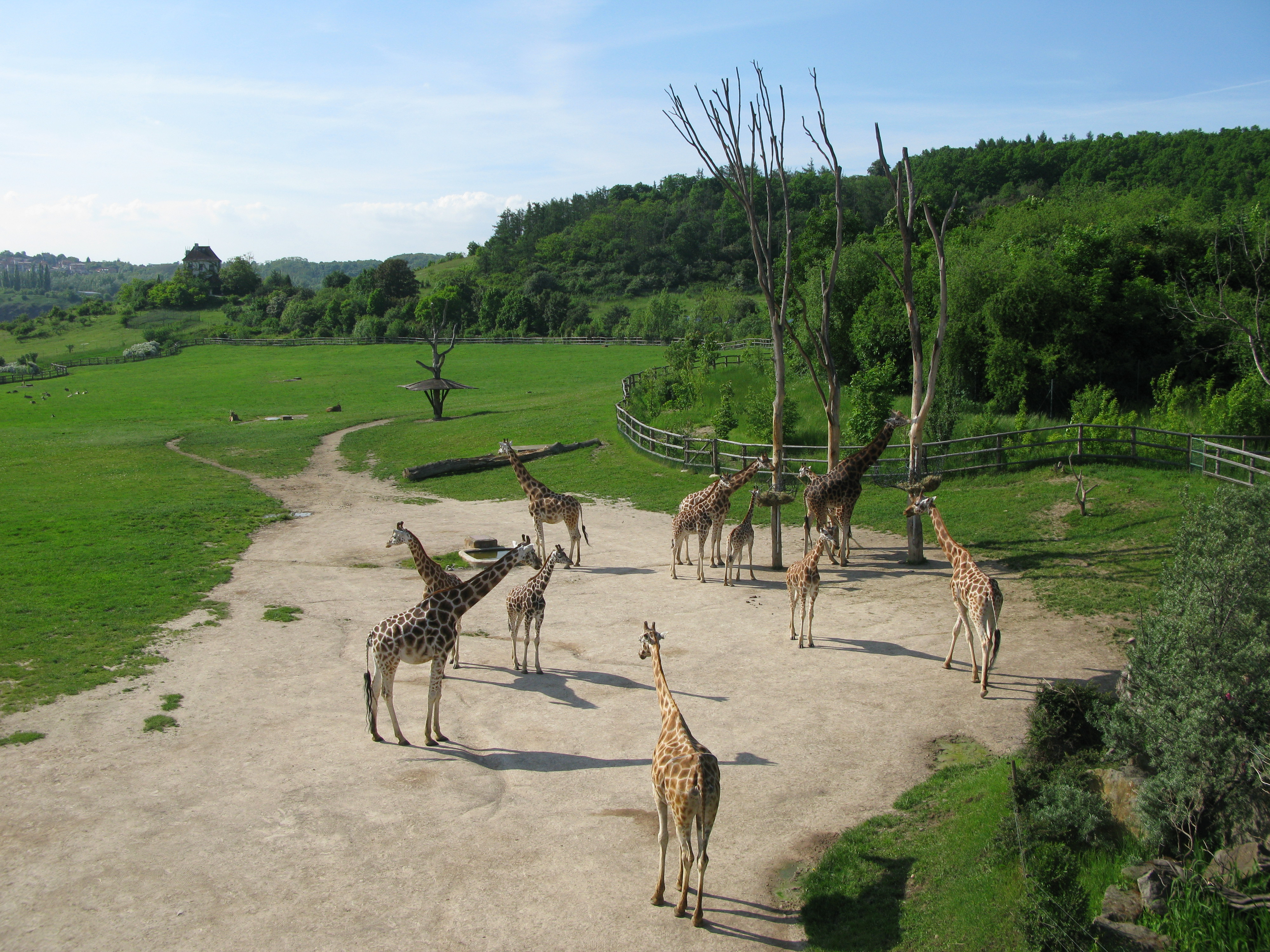
Enclos des girafes.
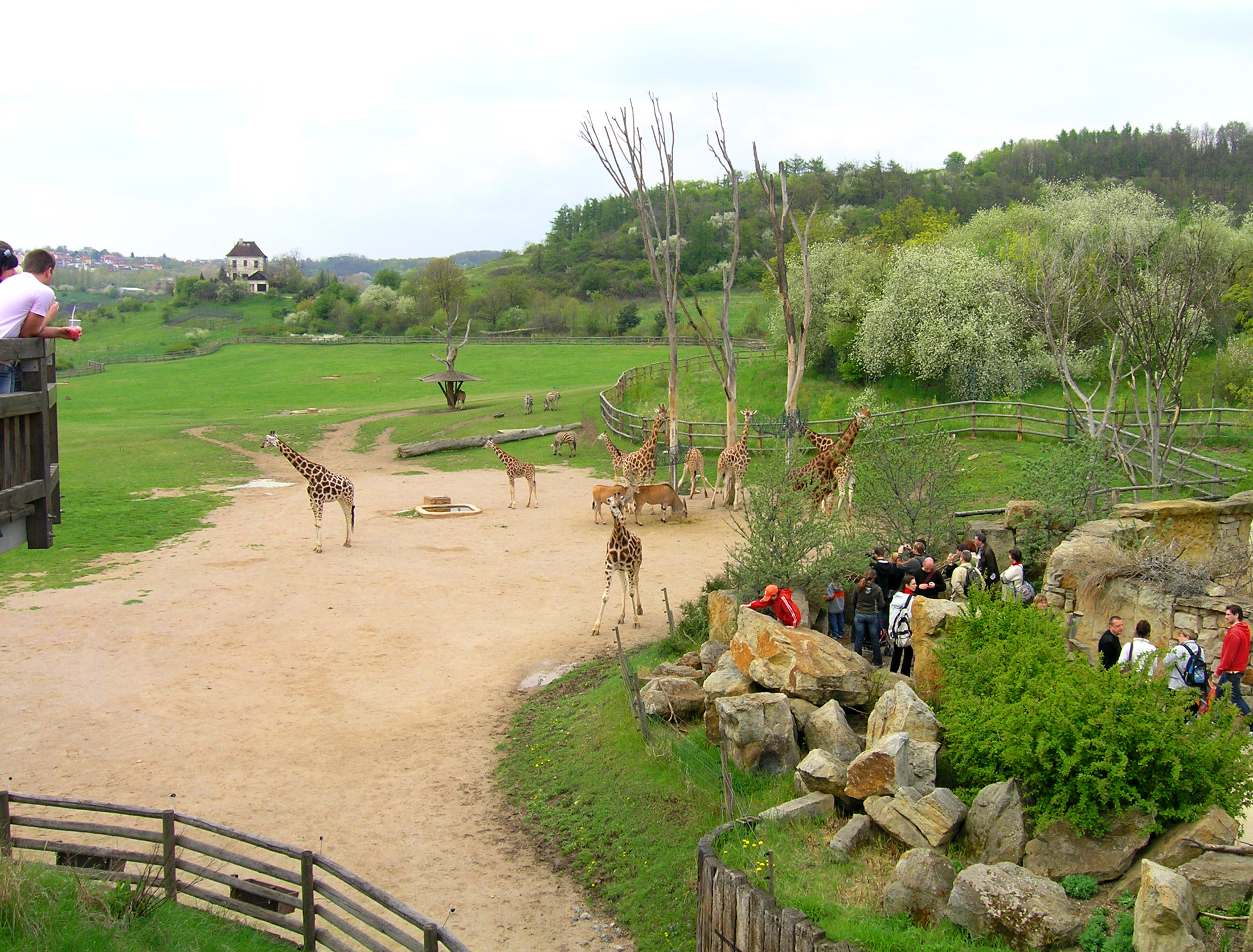
Enclos des girafes.
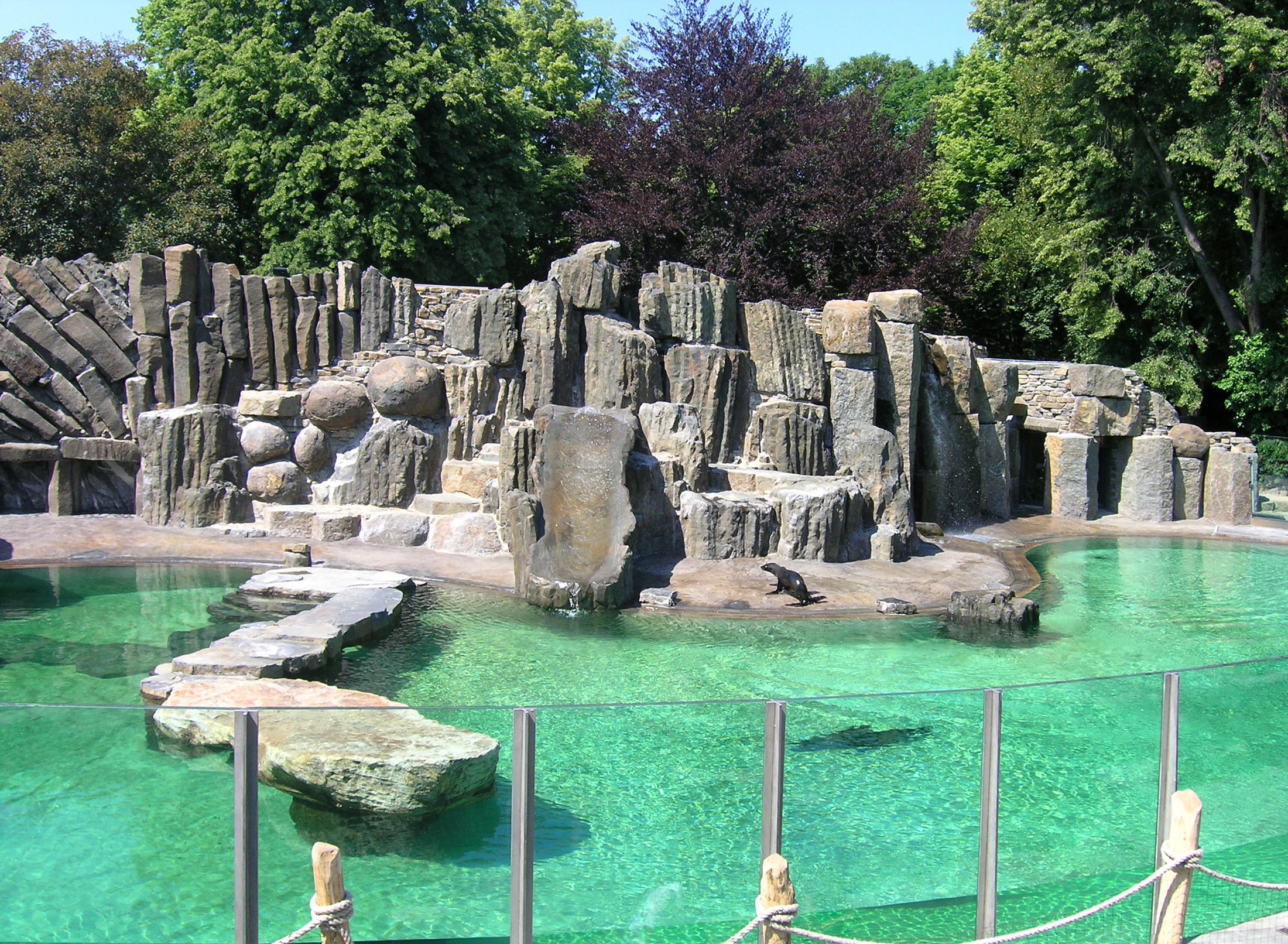
Bassin des otaries à fourrure d'Afrique du Sud.
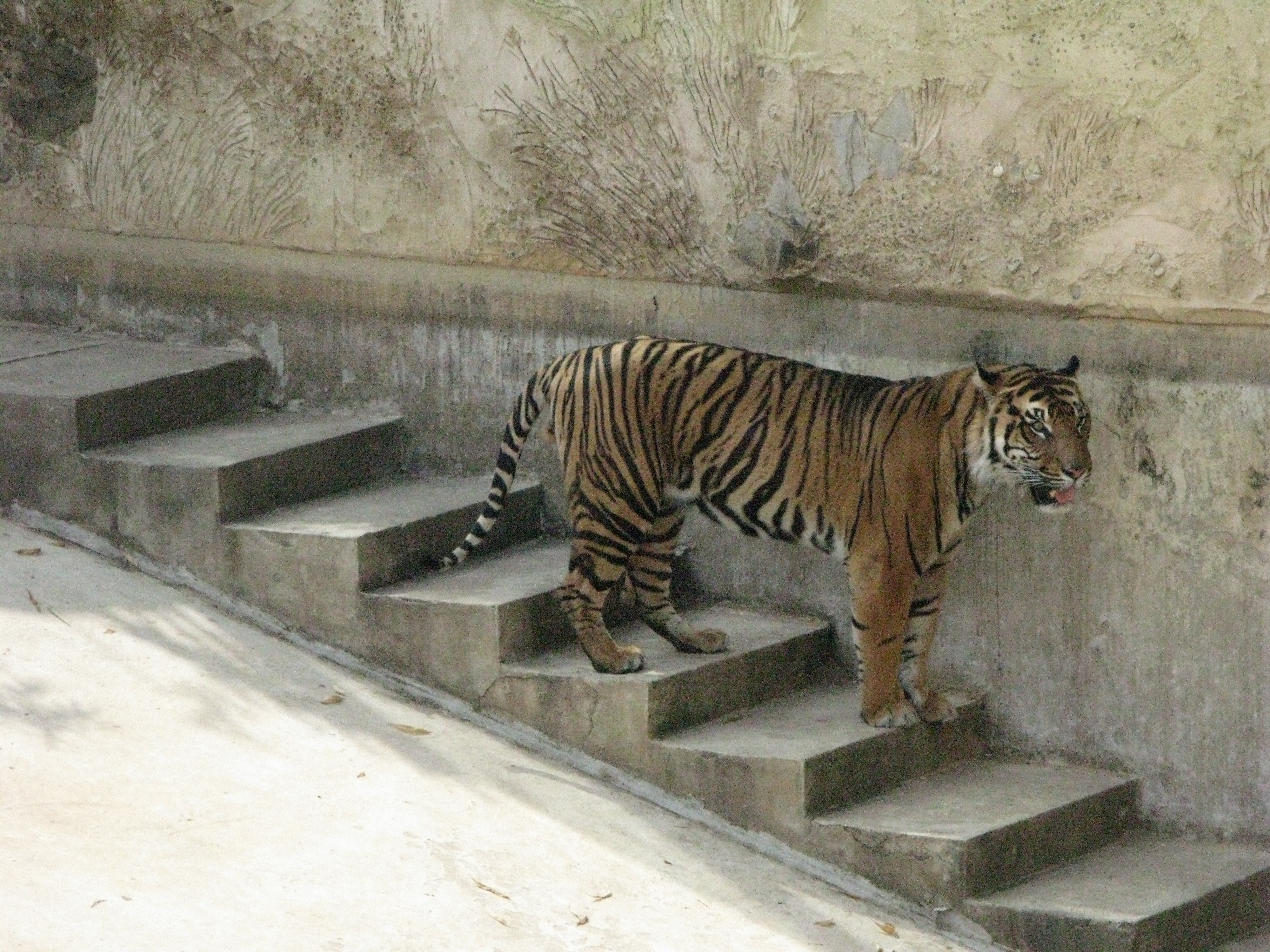
Tigre de Malaisie.
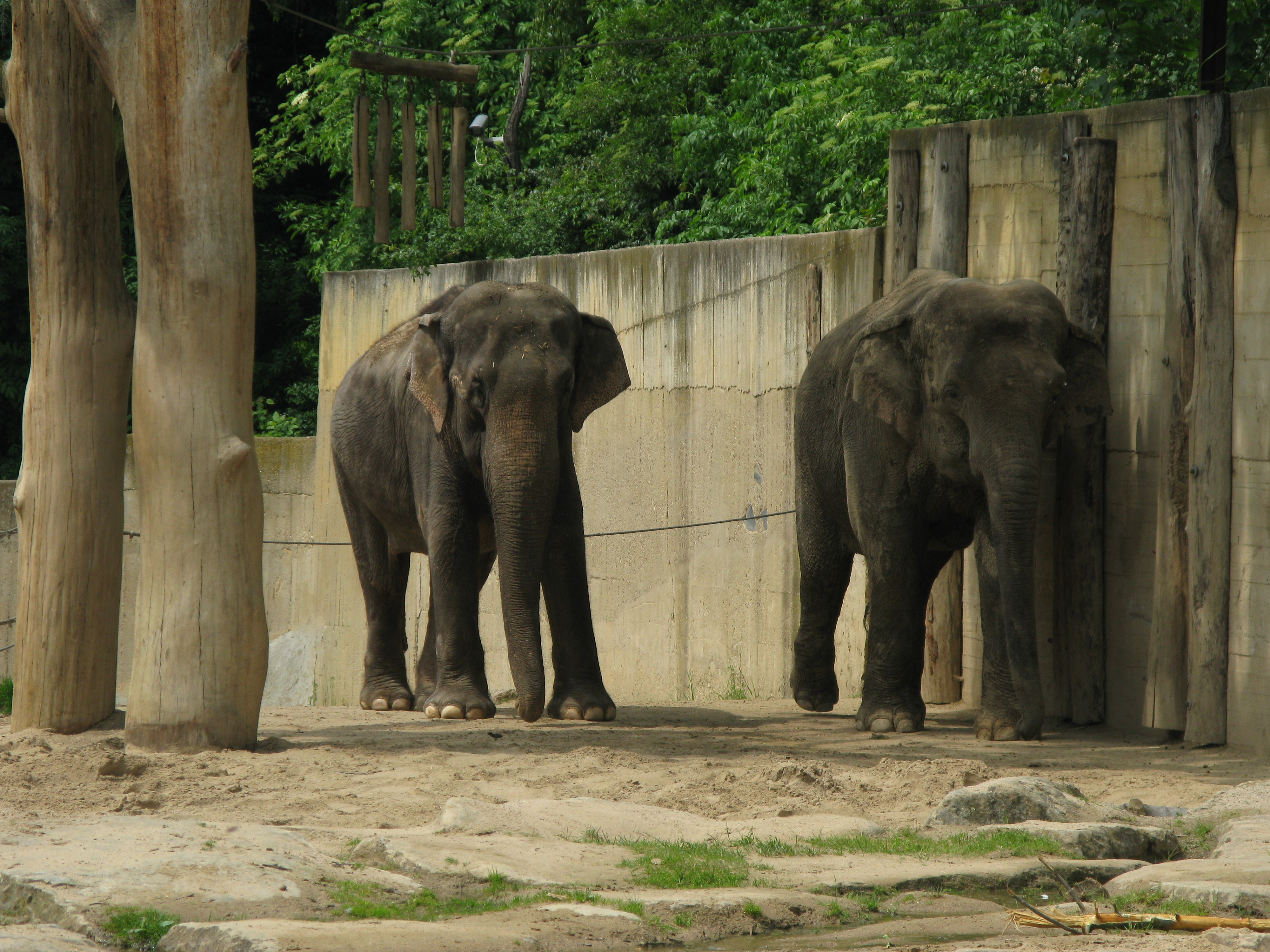
Éléphants d'Asie.
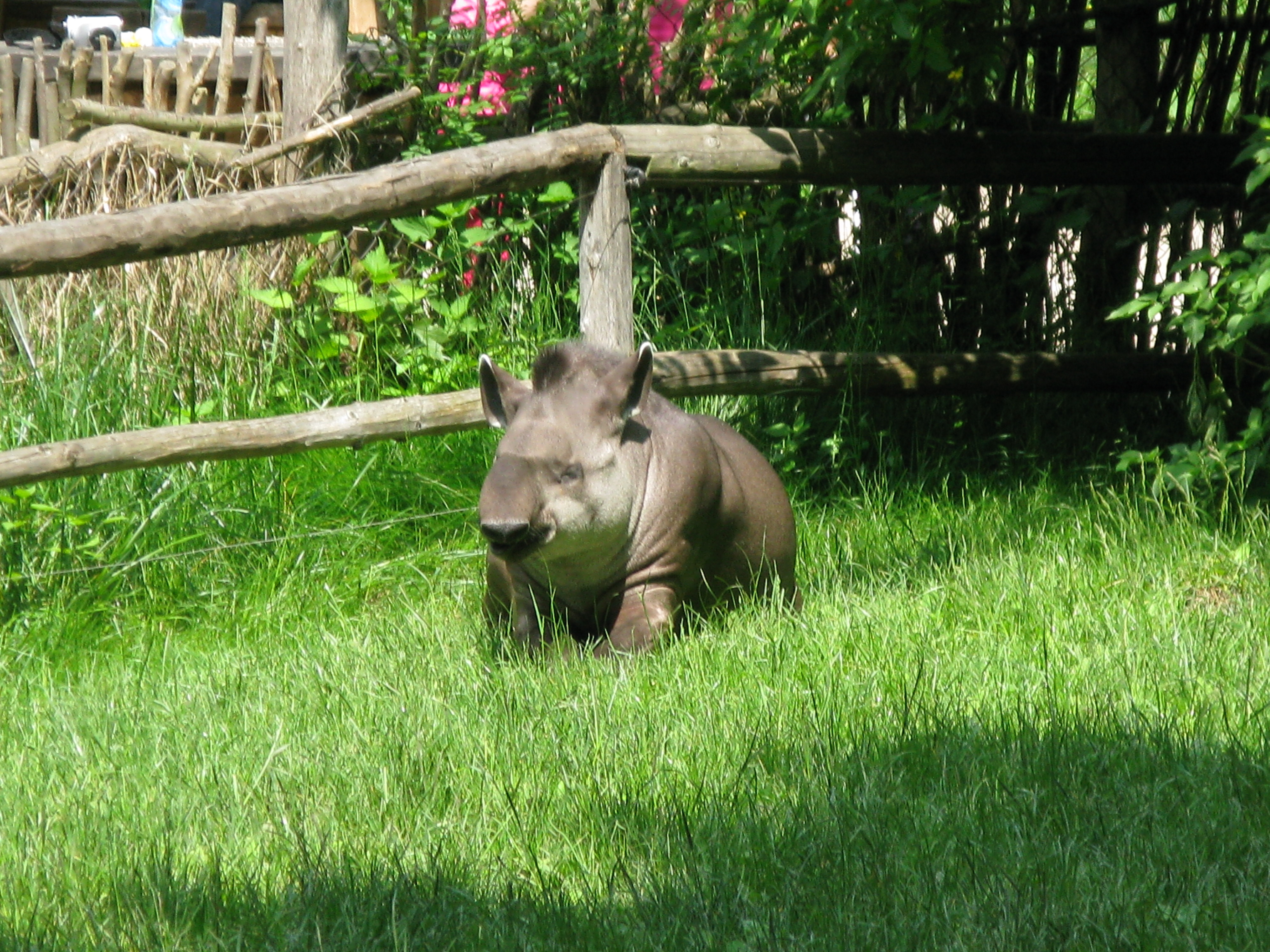
Tapir.
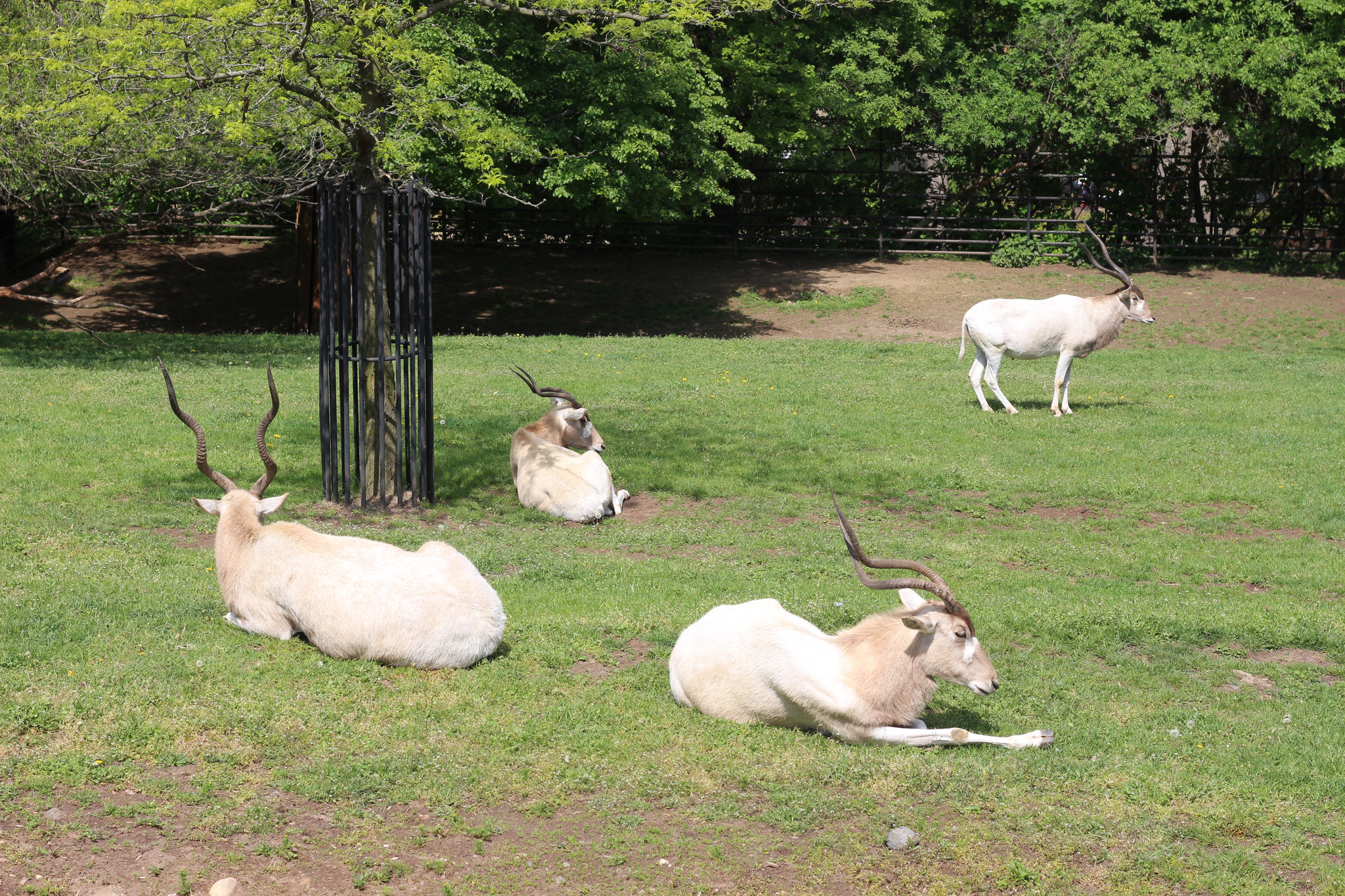
Addax
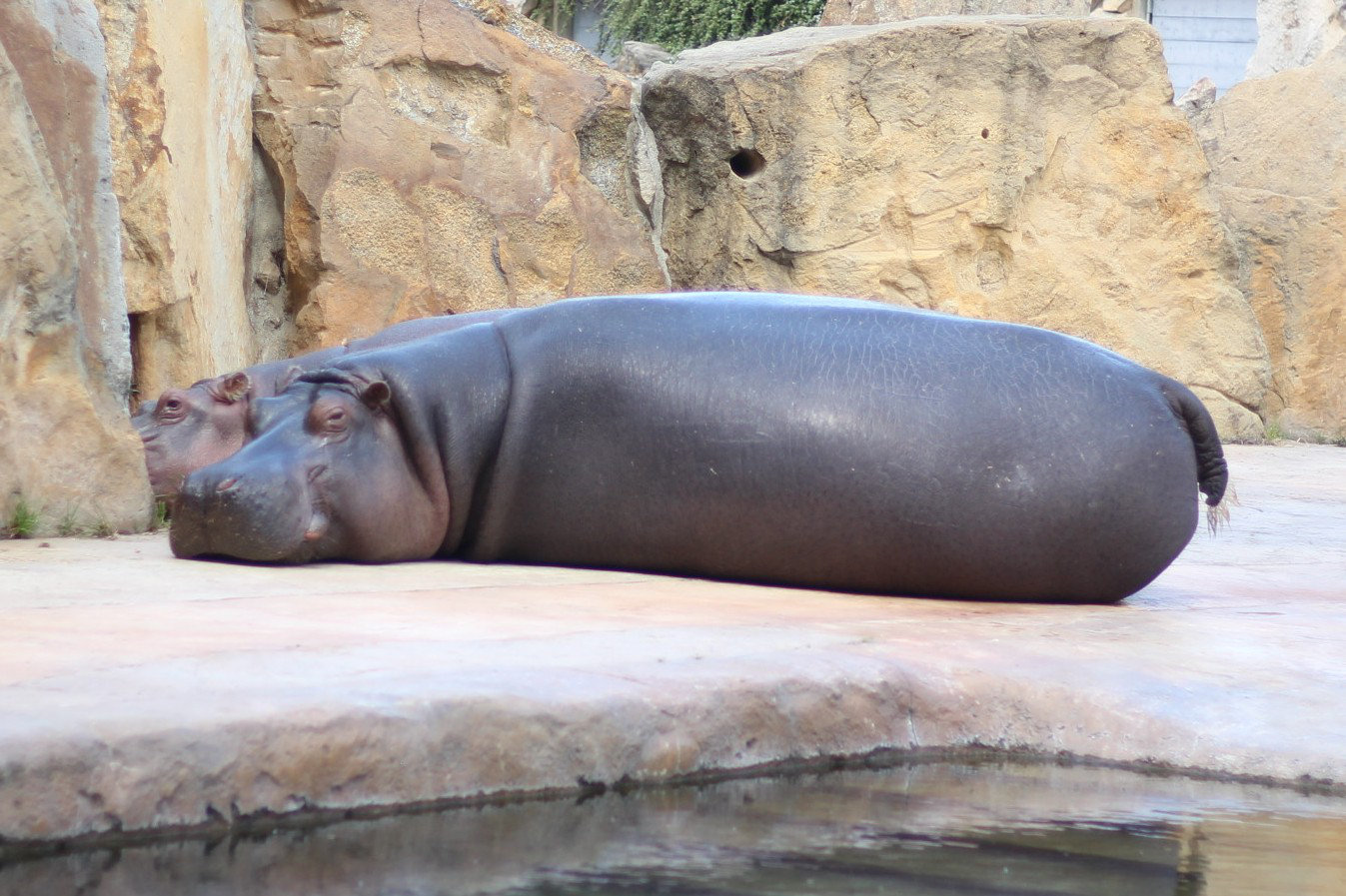
Hippopotame commun
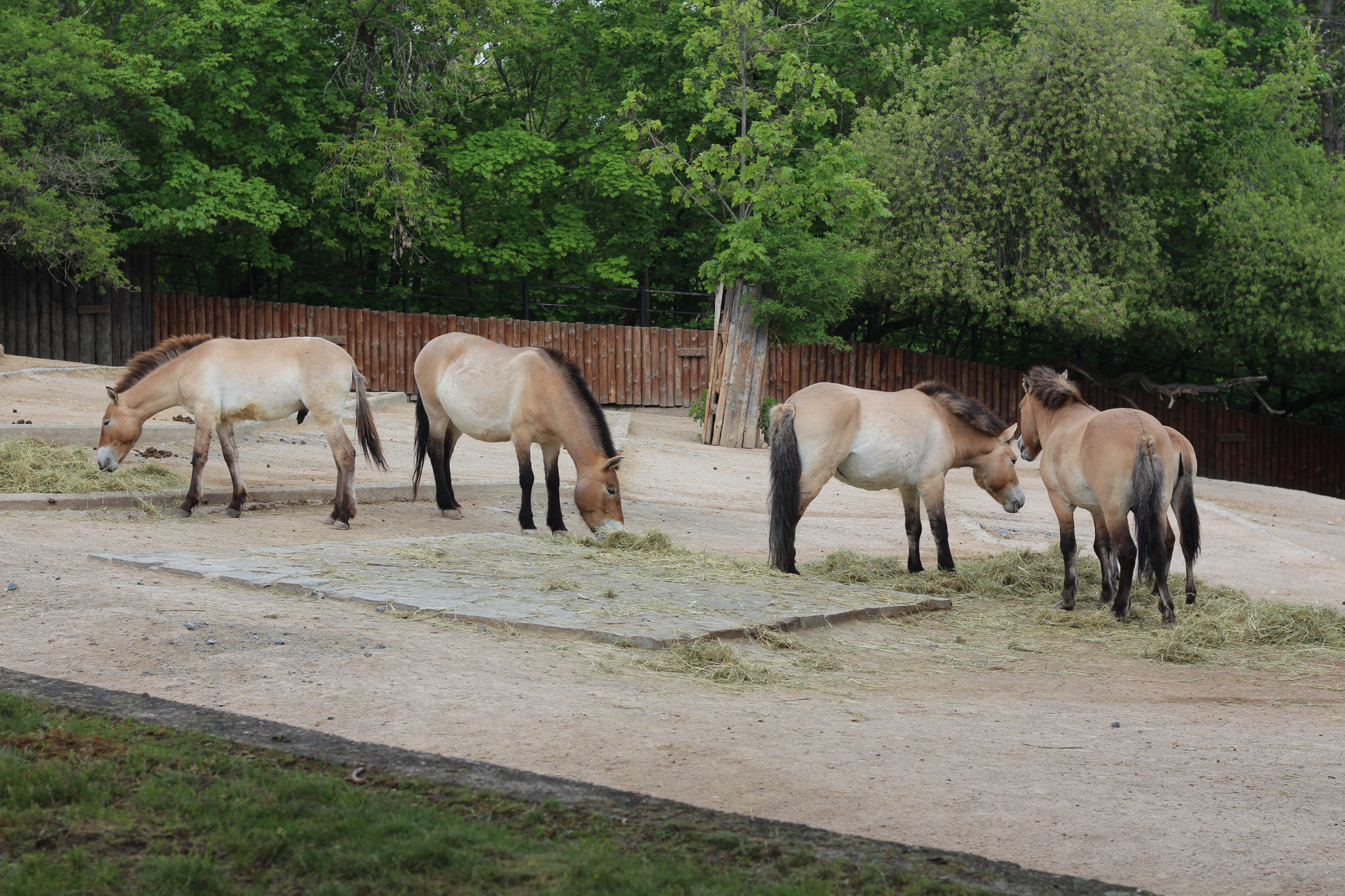
Cheval de Przewalski
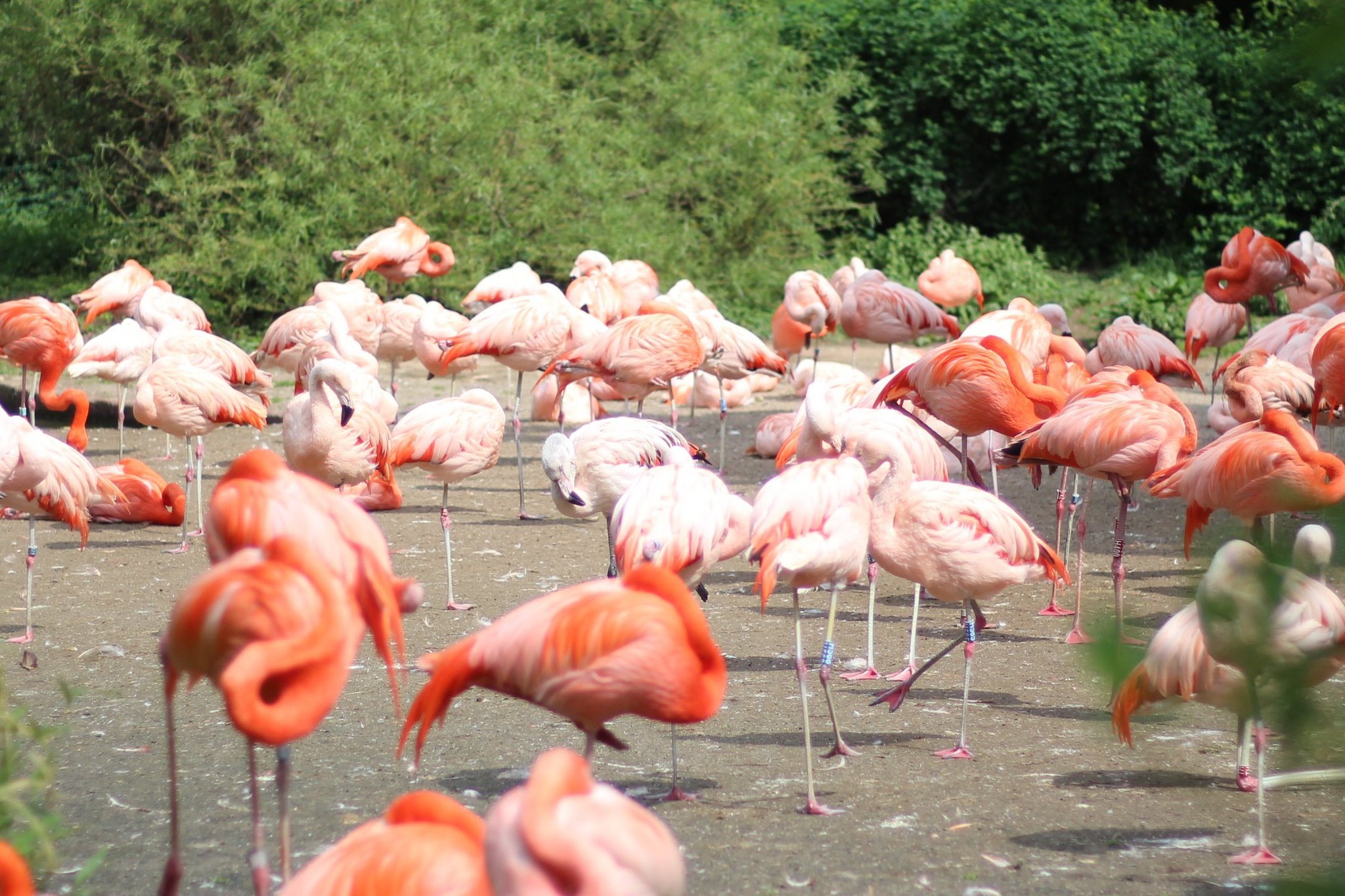
Flamant du Chili
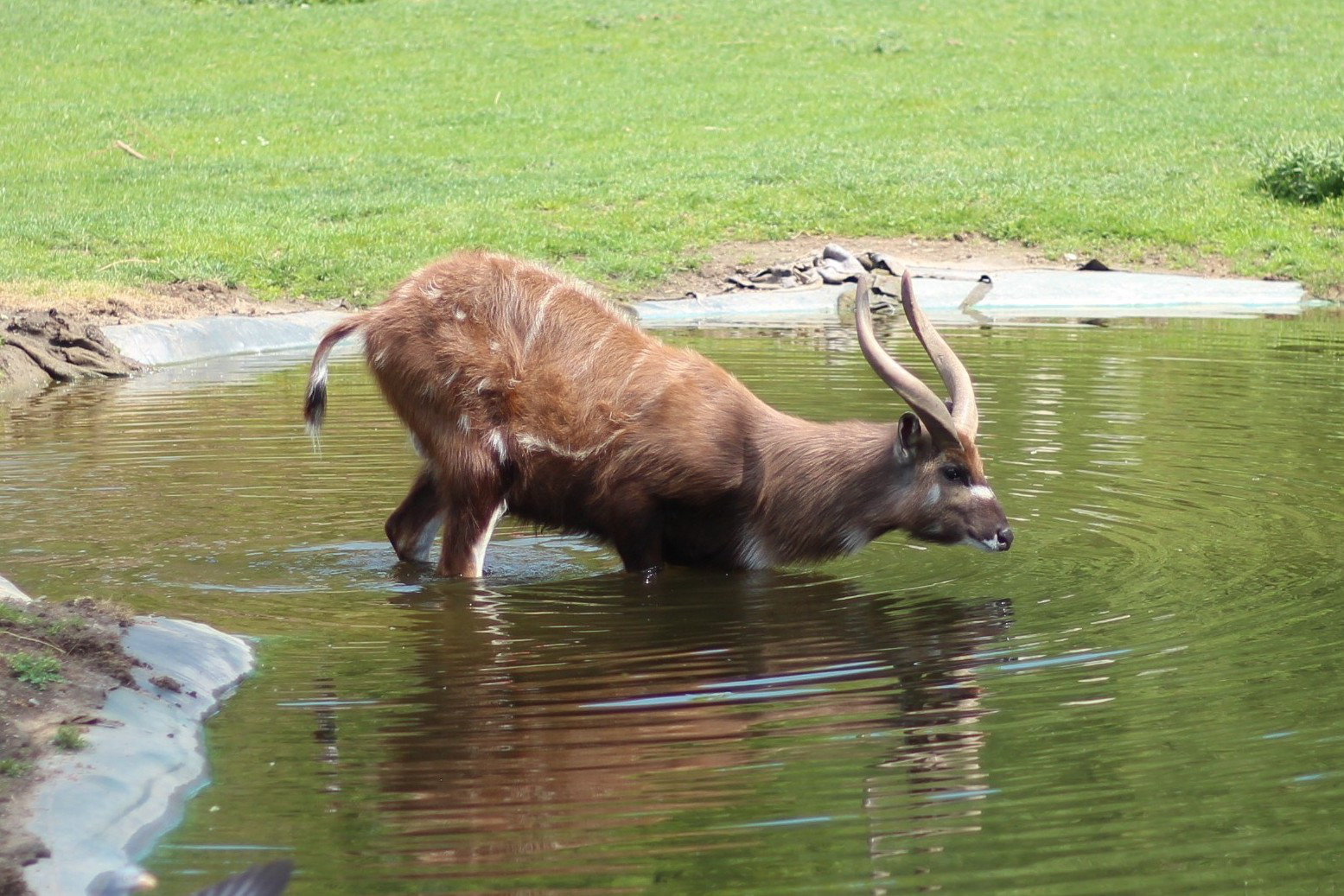
Sitatunga
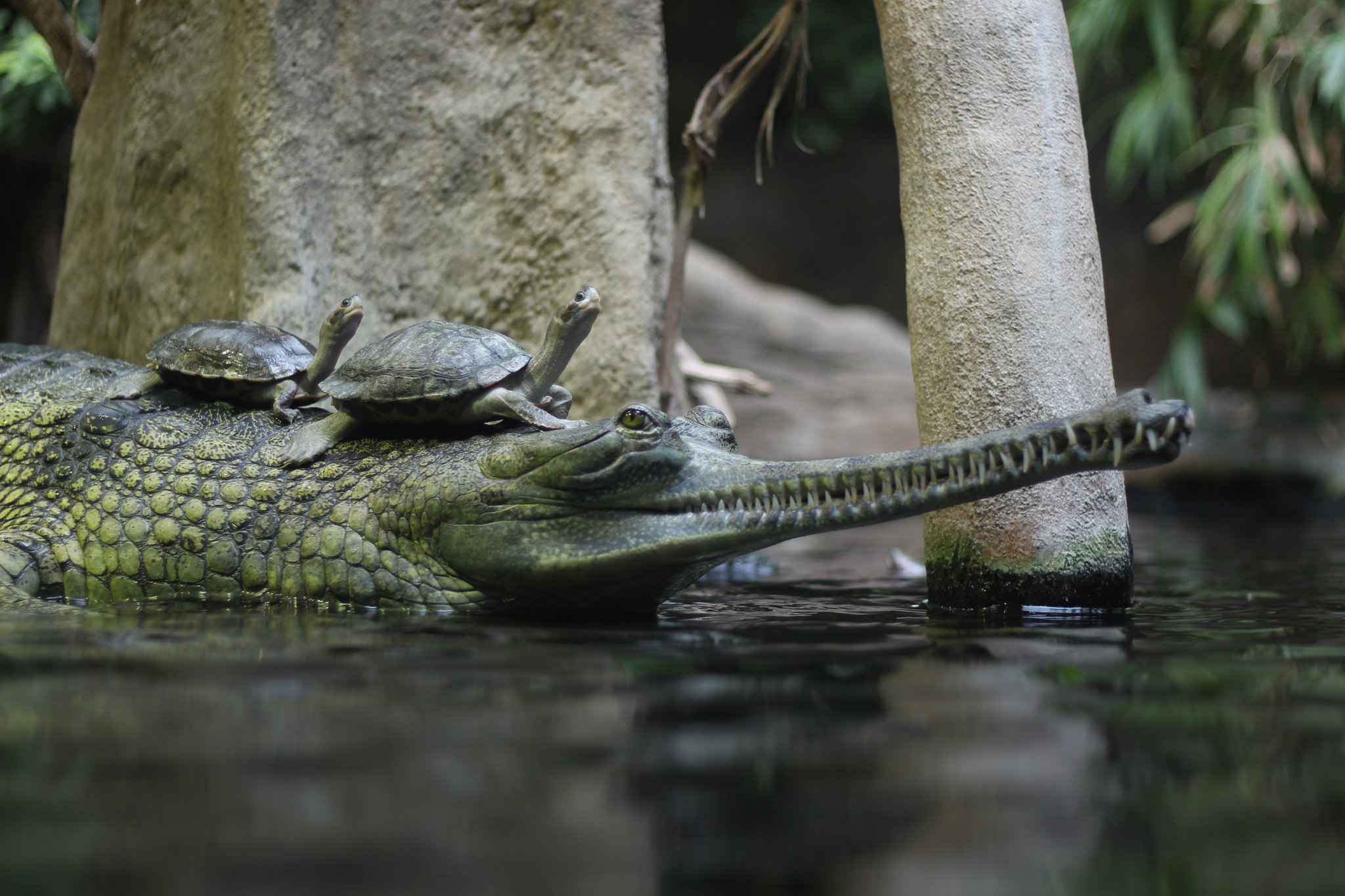
Gavial du Gange
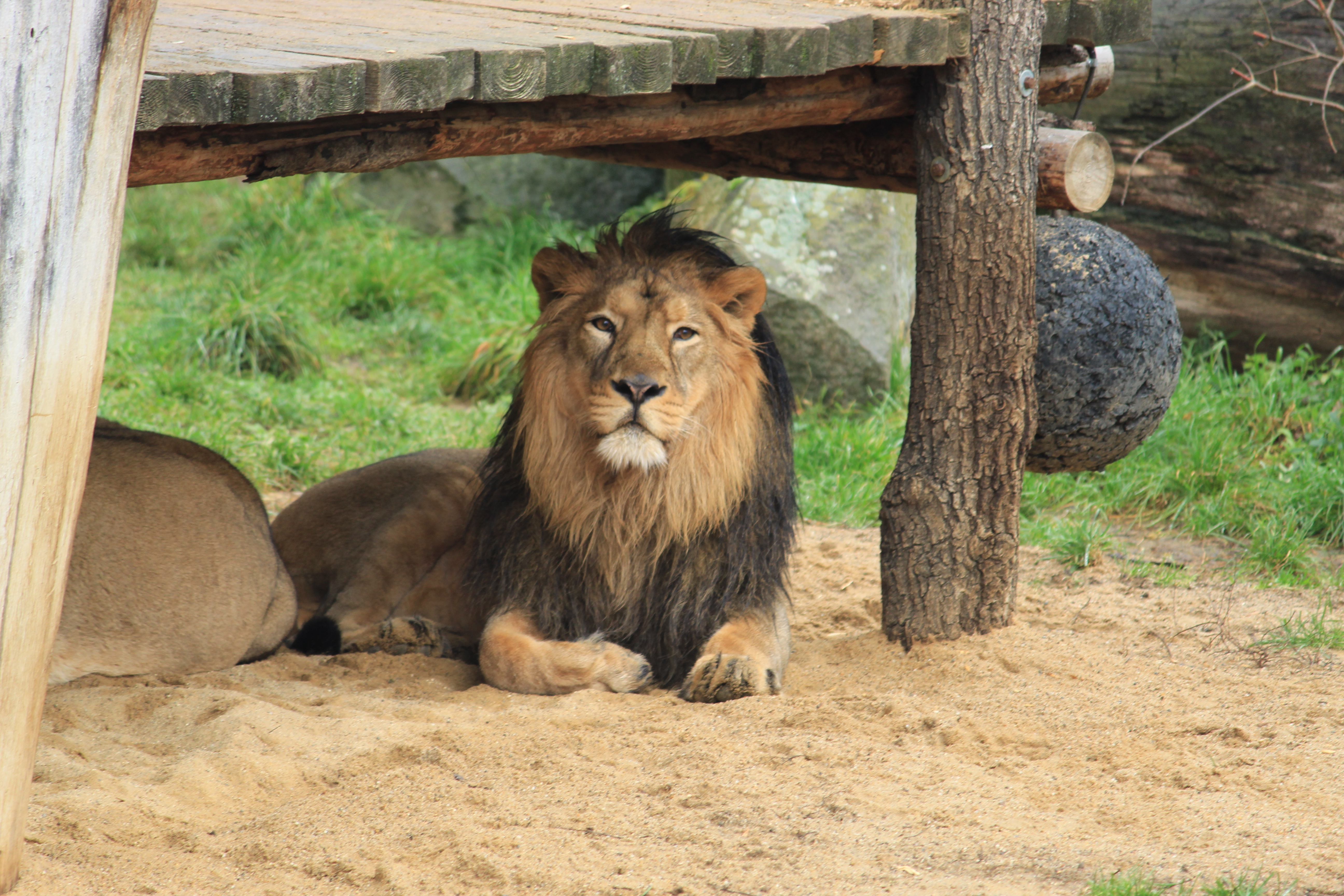
Lion
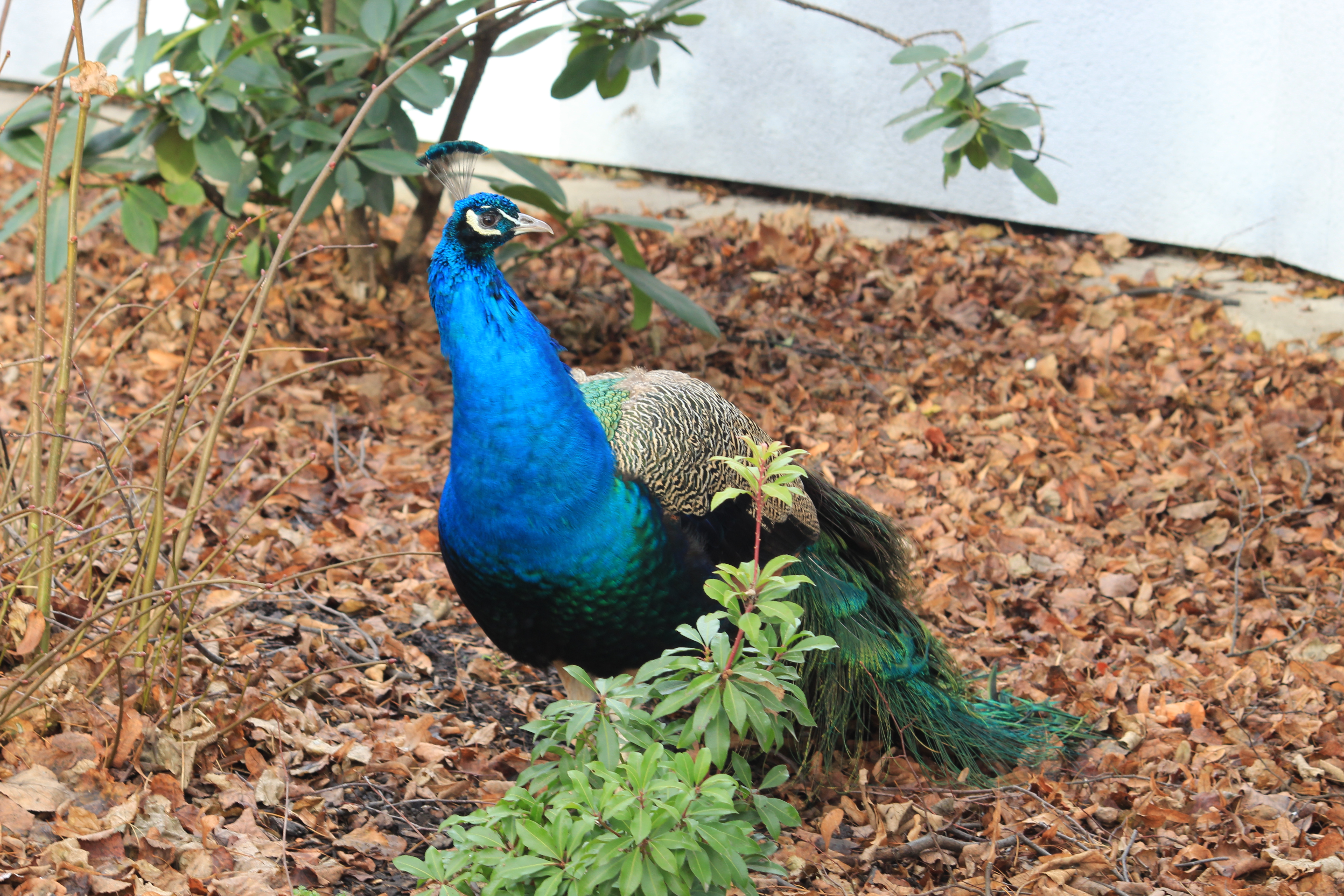
A Peacock
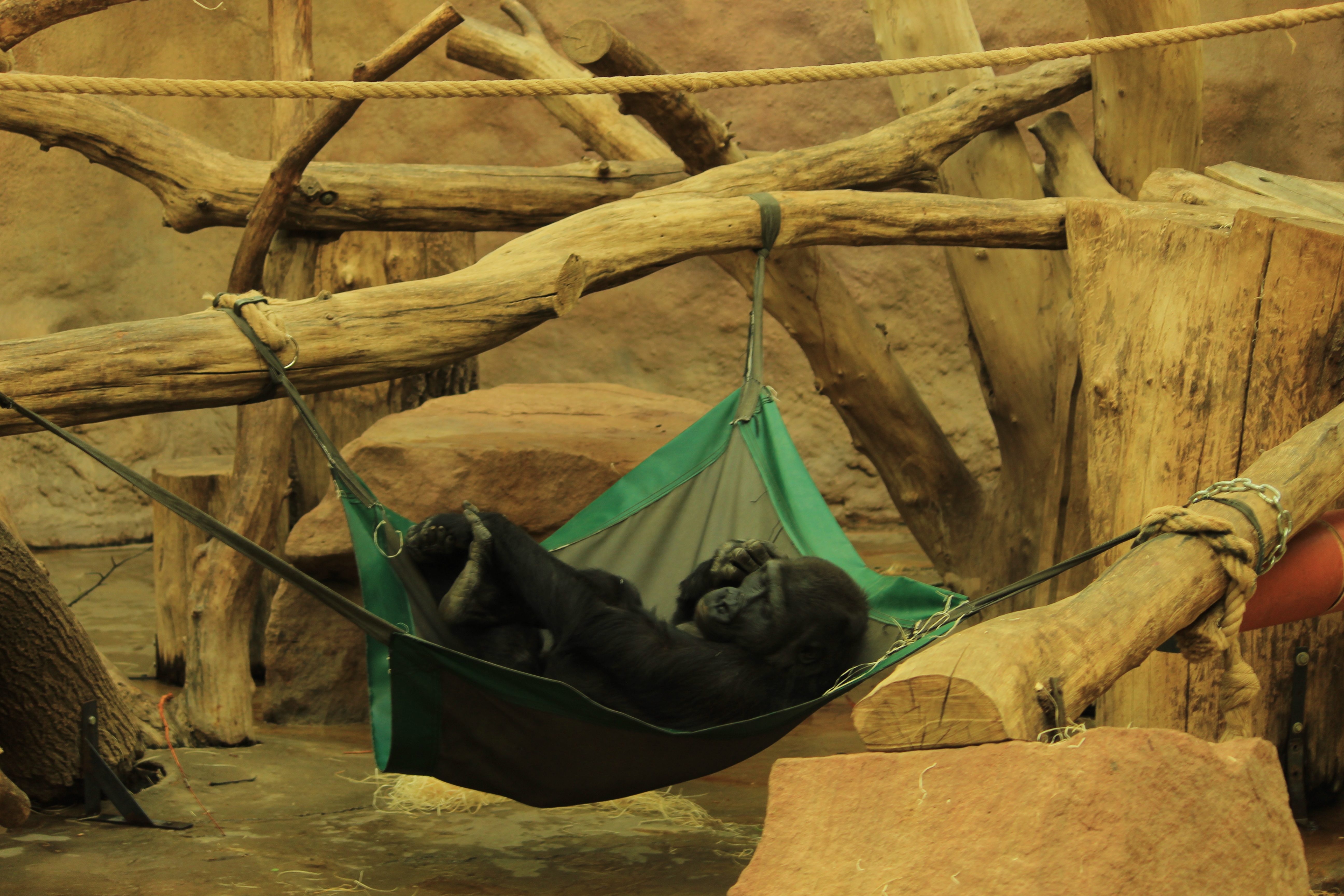
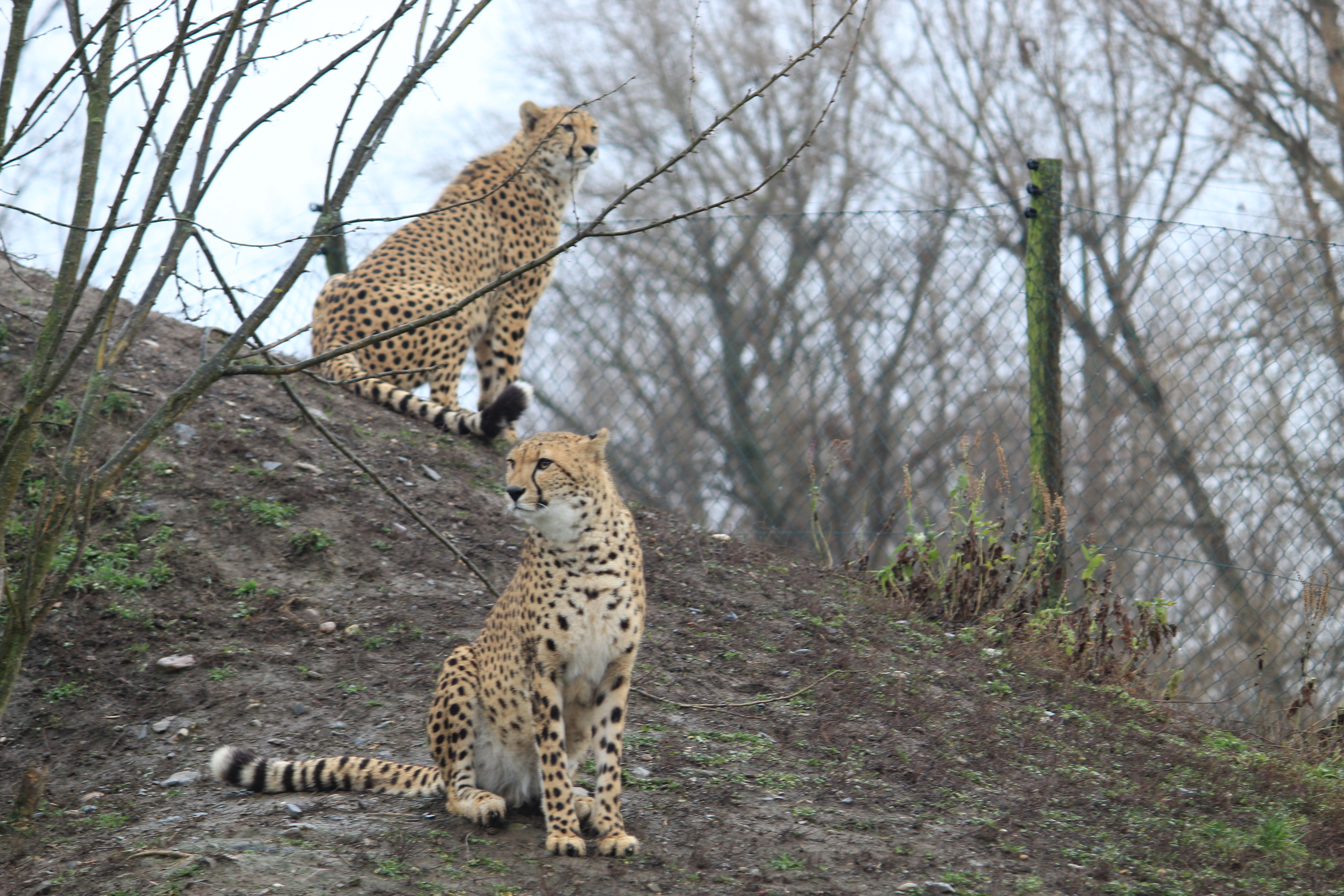